# Ilia, Hunedoara
Ilia (în maghiară Marosillye, în germană Elienmarkt, în trad. "Târgul de Ilie") este satul de reședință al comunei cu același nume din județul Hunedoara, Transilvania, România.

## Așezare geografică

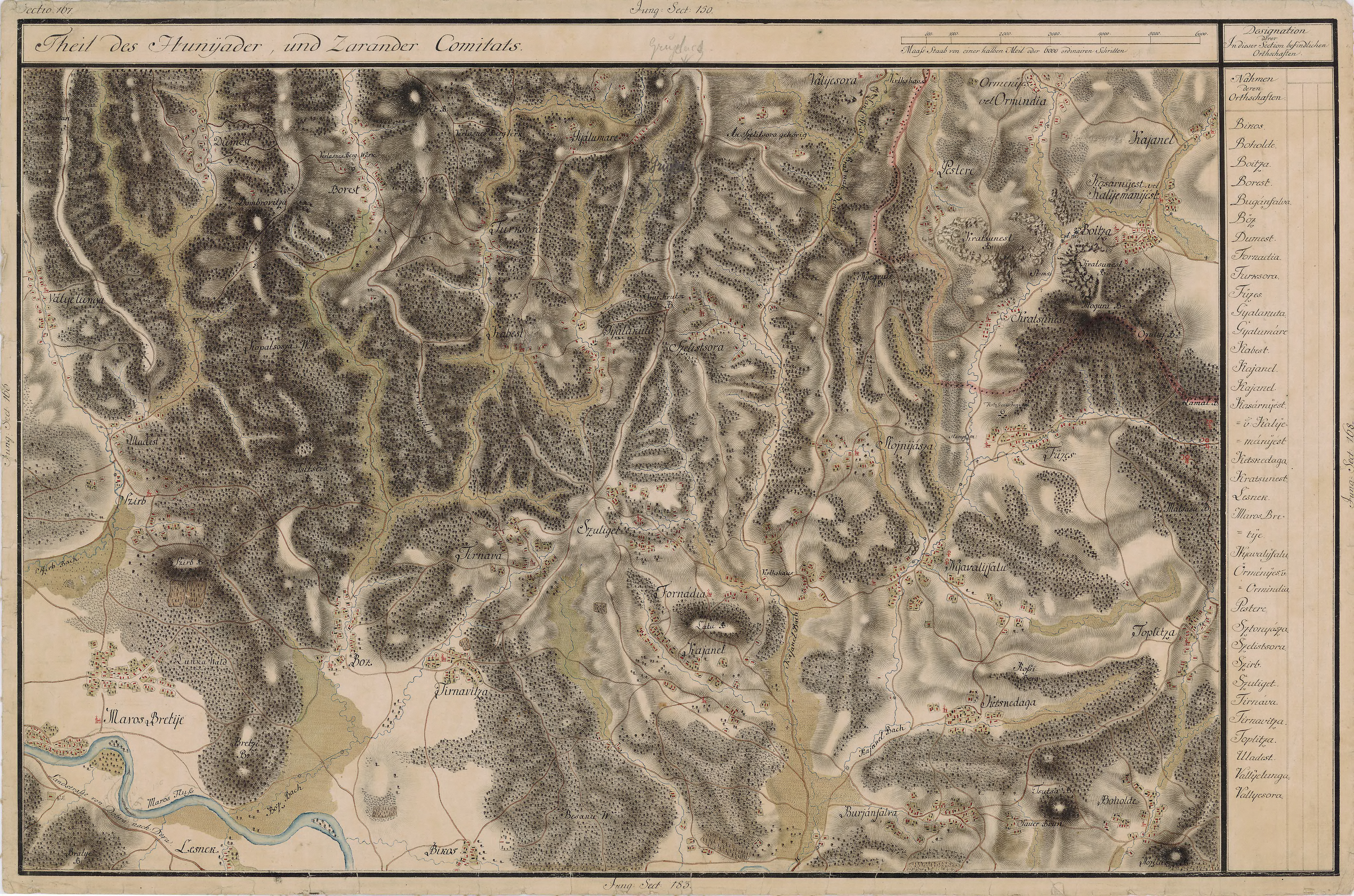
Ilia pe Harta Iosefină a Transilvaniei, 1769-1773

Localitatea este situată în Valea Mureșului.
După formele de relief Ilia și Bretea Mureșană au vatra satului în luncă iar Brâznic, Săcămaș, Bacea, Cuieș și Sârbi au vatra satului la contactul dintre luncă și dealurile de la poalele munților Poiana Ruscăi și Metaliferi. Satul Valea Lungă este așezat pe cursul Văii Batrâne, iar Dumbrăvița este așezată la poalele Munților Poiana Ruscăi.

## Personalități
- Gabriel Bethlen, principe al Transilvaniei între 1613-1629.
- Pompiliu Teodor (1930 - 2001), istoric, academician.
- Mihail Crișan (1885 - 1962), deputat în Marea Adunare Națională de la Alba Iulia 1918

## Dispensare și medici
- Cabinete medicale individuale (medici de familie)
- Cabinete stomatologice individuale (medici stomatologi)
- Cabinet individual de tehnică dentară (tehnician dentar principal)
- Stație de ambulanță – adresa: Ilia, str. Tudor Vladimirescu, nr. 4.

## Lista cu școli și grădinițe din comună
A. Gradinițe cu Program Normal din satele:
- Ilia
- Bacea
- Sârbi
- Bretea Mureșană

B. Școli primare clasele I – IV:
- Ilia
- Braznic
- Săcămaș
- Bretea Mureșană
- Sârbi
- Bacea

C. Școala generală cu clasele V – VIII Ilia.
D. Liceul Teoretic „Silviu Dragomir” Ilia.

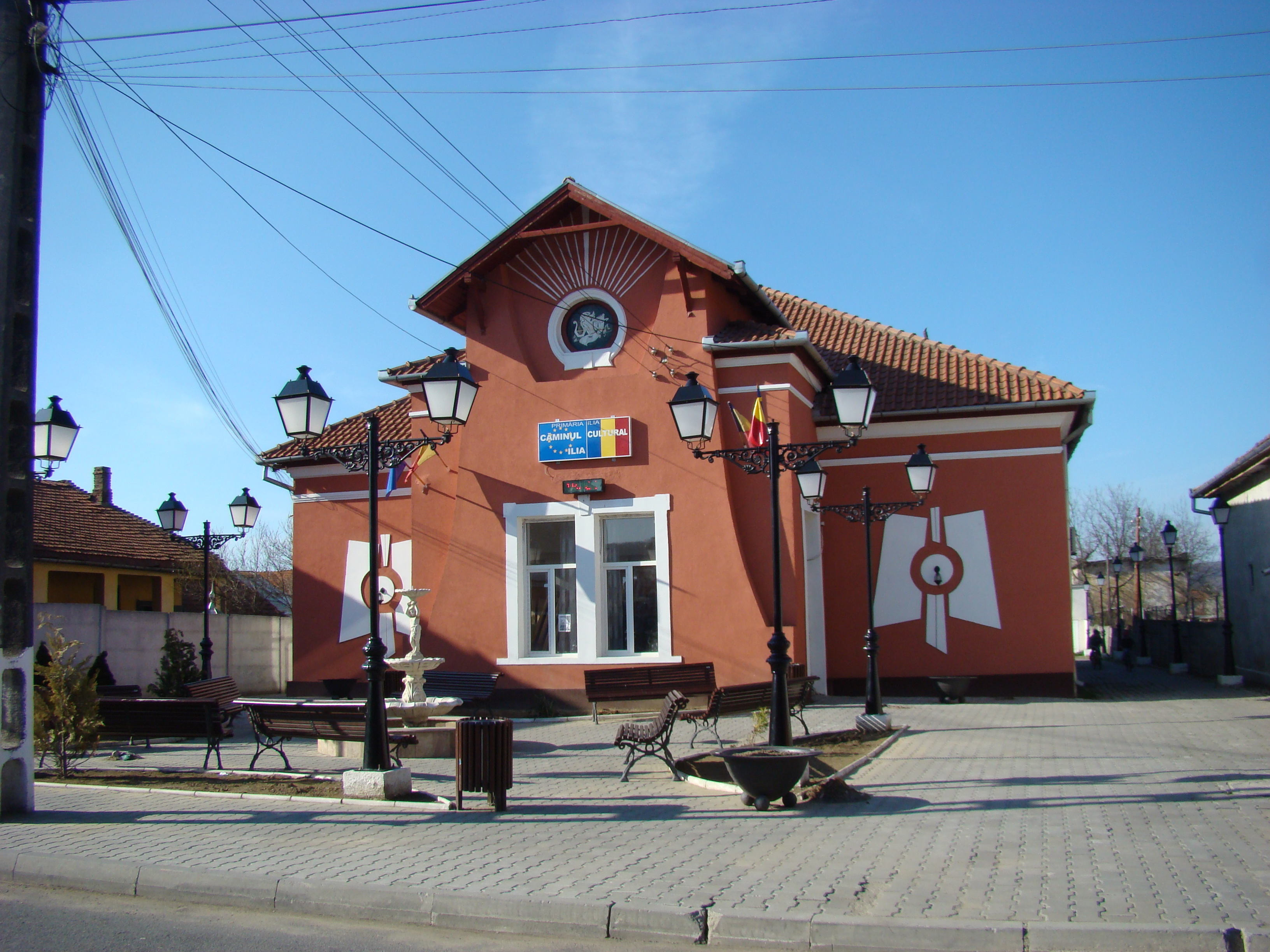
Căminul cultural din Ilia

## Lista cu căminele culturale
- Căminul cultural din Ilia (locul de desfășurare al festivalului dubașilor)
- Căminul cultural din Bretea Mureșană

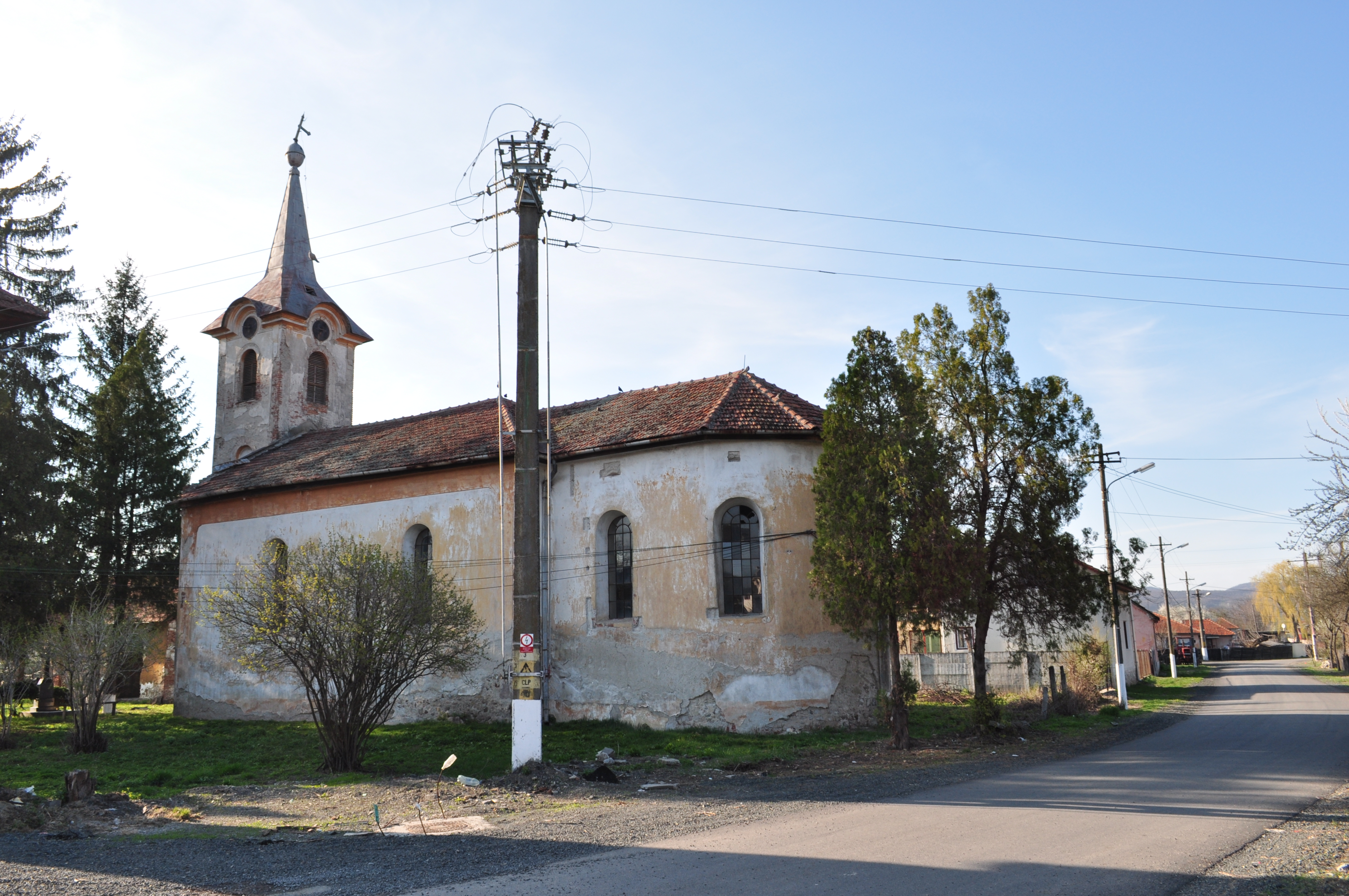
Biserica romano-catolică din Ilia

- Căminul cultural din Sârbi
- Căminul cultural din Săcămaș
- Căminul cultural din Braznic
- Căminul cultural din Bacea
- Căminul cultural din Valea Lungă

## Lista cu bisericile din comună
- Biserica ortodoxă din Ilia
- Biserica ortodoxă din Briznic
- Biserica ortodoxă din Săcămaș
- Biserica ortodoxă din Bretea Mureșană
- Biserica ortodoxă din Sârbi
- Biserica ortodoxă din Valea Lungă
- Biserica ortodoxă din Bacea
- Biserica penticostală Bacea
- Biserica ortodoxă Cuieș
- Biserica ortodoxă din Dumbrăvița
- Biserica penticostală "Emanuel" Ilia
- Biserica romano-catolică din Ilia

## Economia locală
Principala activitate economică din comuna Ilia este agricultura. Conditiile naturale oferite de Lunca Muresului, cu soluri roditoare, cu umiditate uneori chiar in exces, cu dealuri joase si conditii climatice excelente, au permis din cele mai vechi timpuri dezvoltarea agriculturii. Un avantaj urias este reprezentat de faptul ca Ilia se afla foarte aproape de cele mai importante zone economice din judet si pe Drumul National. Cultura plantelor si cresterea animalelor au fost dintotdeauna preocupari de capatai ale locuitorilor din Ilia. Tot aici a cunoscut o puternica dezvoltare apicultura pastorala, zona avand o baza melifera extrem de bogata.
In paralel cu agricultura, cea mai importanta activitate industriala care s-a dezvoltat a fost aceea a prelucrarii lemnului. Astfel lemnul din zona este pus in exploatare de catre Ocolul Silvic Ilia si Dobra si este preluat de o societate locala care prelucreaza busteni de rasinoase in diferite sortimente de cherestea.
Din 1962 s-a inceput extractia si prelucrarea bazaltului din Magura-Sarbi si folosirea lui la caile ferate, pentru modernizarea si intretinerea drumurilor si pentru nevoile populatiei.
Din albia Muresului, in care se afla cantitati mari de sedimente (nisipuri), se extrag mecanizat mai multe sortimente de balasturi.
Pe teritoriul comunei Ilia functioneaza un numar de 7 cazane de fabricare a tuicii de prune.
In domeniul serviciilor, la Ilia exista ateliere de cizmarie, croitorie, tamplarie, reparatii electronice etc.
La Ilia mai exista un mini-supermarket, doua restaurante, 4 birturi, o cofetarie, mai multe unitati de tip ABC, 3 magazine cu produse metalo-chimice, un chiosc de ziare si o librarie.

## Lista cu investițiile realizate sau în derulare
A.Investiții finalizate :
- Reabilitare rețea canalizare strada Horia din localitatea Ilia
- Reparații capitale imobil popicăria din Ilia
- Rebilitare instalații sanitare și încălzire la Căminul Cultural din Ilia
- Reparații Cămin Cultural Ilia, Valea Lungă, Săcămaș, Școala clasele I – IV Bacea
- Reparații împrejmuire cimitir Săcămaș
- Refacerea îmbrăcăminții bituminoase strada Tudor Vladimirescu din Ilia

B.Investiții în derulare :
- Alimentare cu apă sat Briznic și Săcămaș
- Alimentare cu apă Bretea Mureșană, Sârbi, Bacea
- Programul de reabilitare a drumului comunal nr. 131 – Săcămaș - Dumbrăvița

## Instituții

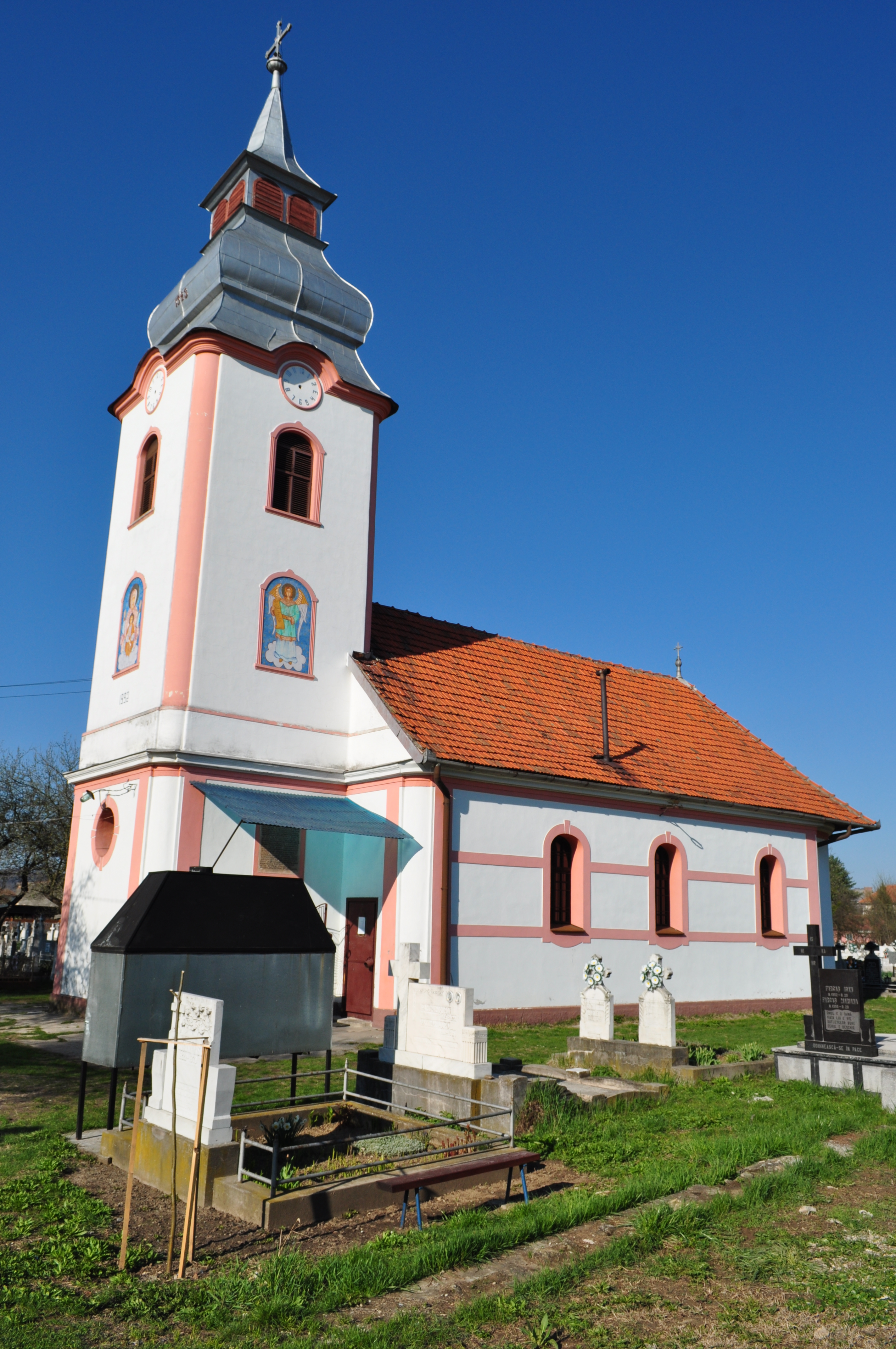
Biserica ortodoxă „Sfinții Arhangheli Mihail și Gavriil” (1792)

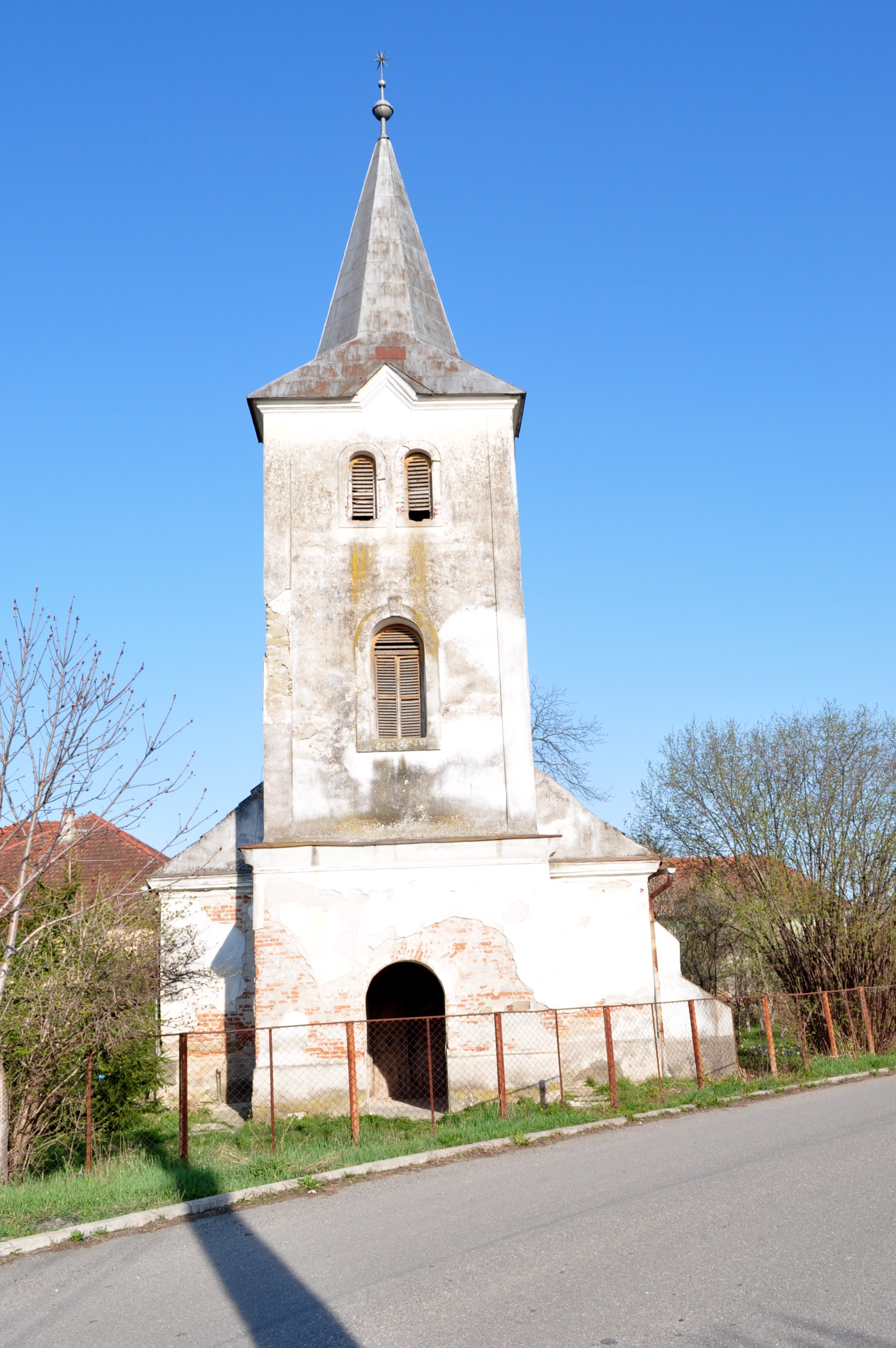
Biserica reformată (sec.XVIII)

Localitatea Ilia, situata pe malul drept al Muresului, este o asezare milenara cu urme dacice si daco-romane ce ne-au transmis mesajul permanentei continuitati a poporului roman pe aceste meleaguri. Caracterul strategic al localitatii este dat de faptul ca pe Mures (Maris) urcau luntrele pana la salinele de la Uioara, apoi incarcate cu bulgari de sare porneau inapoi spre Iliricum roman .
Se cunoaste importanta Muntilor Apuseni cu aurul lor pe care il exploatau romanii pentru a căror mai buna aparare au adus Legiunea a V-a Macedonica cu sediul la Potaissa (Turda). Legat de acest lucru o legenda spune ca numele localitatii Ilia provine de la un macedonean pe nume Ilea care avea rolul de a asigura buna circulatie pe apa si pe uscat.
Potrivit altei legende numele localitatii ar proveni de la Helios (Soarele) la greci, care a fost asociat cu Zalmoxis sau de la faptul ca romanii au adus pe Valea Muresului colonisti din provincia romana Iliricum iar acestia ar fi intemeiat localitatea Ilia.
Din Evul Mediu ar exista o alta legenda care spune ca numele localitatii ar veni de la un refugiat Ilea care fugea din calea invaziilor otomane. Ulterior numele localitatii apare in documente in anul 1266, iar ceva mai tarziu sub forma Terra Elya, apoi Villa Hellya (Hylla). Un alt document aminteste de “Iles-Sades-Fenes”, din vremea regelui Bela  al IV-lea care a dat prin decret regal unei familii de nobili aceste pamanturi,. pentru fapte de vitejie in luptele cu tatarii din timpul invaziei tuco-mongole care a avut loc in anul 1241.
Tinutul Iliei, Gurasadei, pana la Zam, padurile dintre Mures si Cris si asezarile pana la satul Fenes din Muntii Apuseni au apartinut ereditar unor nobili din acea vreme. In a doua jumatate a secolului al XIV-lea din cauza pericolului otoman, principii Transilvaniei au pus in Dietele tinute in iulie si august 1574 problema construirii unei cetati de aparare la Ilia. In final s-a hotarat inzestrarea cetatii cu o garda de 30 persoane in frunte cu un capitan si un parcalab. O parte din zidurile acestei cetati au fost distruse de inundatiile din anul 1970 iar cele ramase sunt vizibile inca in curtea spitalului din Ilia. In mijlocul fostei cetati prevazuta cu turnuri de observatie si creneluri fortificate, mai dainuie si azi castelul construit de Stefan Bathory, care la 1 februarie 1574, inainte de a pleca in Polonia pentru a prelua tronul acestei tari, a făcut o vizita la Ilia si a donat castelul lui Farcas Bethlen, tatal lui Gabriel Bethlen, viitorul principe al Transilvaniei (1613-1629) care s-a nascut aici in anul1580. Farcas Bethlen, continua lucrarile de constructie care se vor incheia in anul 1582 dupa cum arata inscriptia aflata in castel.
Acest castel era centrul unui vast domeniu feudal care cuprindea satele:    Bretea Muresana, Bacea, Sacamas, Certej, Cuies, Gothatea, Vorta, Visca, Bagara (Valea Poienii) . Ca monument de arhitectura, in comparatie cu “Magna Curia” din Deva (acualul Muzeu judetean de istorie), numit si castelul Bethlen, castelul de la Ilia, reprezinta o faza mai veche a arhitecturii renascentiste din Transilvania, continand mai putine influente ale stilului baroc.
In Ilia s-a dezvoltat un mestesug azi disparut, acela de a face luntrii, poduri plutitoare. Dovada in acest sens este piatra funerara din cimitirul bisericii ortodoxe Ilia pe care scrie “…George Iacob-mare mester in corabii “(1600). Biserica ortodoxa din Ilia a fost construita in 1792, dupa cum arata pisania bisericii “cu cheltuiala orasului lucrator. In sat mai exista o veche biserica catolica si una reformata. Despre Gabriel Bethlen se stie ca a fost protestant si ca avea o valoroasa biblioteca.
Dintre actele emise de Gabriel Bethlen, la Ilia cele mai importante sunt cele din 25 iunie 1614 si 18 septembrie 1624, prin care scuteste pe preotii romani de sarcini iobagesti: dijma graului, secarei, orzului, ovazului, si dijma din vite si produse, dar in schimb sunt obligati sa 
raspandeasca in zona calvinismul. Presiunea calvinista la Ilia a fost asa de mare incat chiar si biserica romano-catolica a fost confiscata de calvini si mai bine de 100 de ani transformata in biserica reformata. Daca este analizata cu atentie pisania bisericii ortodoxe,  se intelege cat de mare a fost presiunea calvinista si se va ajunge la concluzia ca actuala biserica ortodoxa a fost zidita pe locul a doua biserici de lemn, una veche, confiscata si trecuta in legea calvina si una romaneasca, construita ceva mai tarziu pentru romanii ortodocsi. Lemnul acestei biserici se afla astazi in satul Bacea si se mai poate citi pe unele bucati:”aceasta biserica s-a ridicat in vremea Mariei sale, Mihai Apafi, Craiul Ardealului la anul 16…”.
Dupa dezastrul din 1700, cand turcii trecand prin Ilia au incendiat biserica romaneasca, Imperiul austriac a dus o politica de deznationalizare, de marire a sarcinilor populatiei romanesti. Cu timpul calvinismul pierde din adepti iar catolicismul devine tot mai influent. Drept consecinta, catolicii din Ilia isi primesc inapoi biserica dupa 100 de ani, iar romanii ortodocsi sunt si mai oropsiti. Apare totusi o raza de speranta, datorita patentei imperiale a lui Iosif al II-lea care a acceptat inrolarea iobagilor in regimentele graniceresti si eliberarea acestora din iobagie, scutirea de dari si dijme. Rezultatul acestei patente a fo rascoala de la 1784, condusa de Horea, Closca si Crisan. Si in Ilia taranii romani si secui s-au rasculat sub conducerea lui Iosif Buda si a preotului Ion Florea, participand la atacul impotriva Cetatii Deva, unde se refugiasera nobilii. Ca urmare a acestei rascoale, in anul 1792, baronul Iosif Bornemisa, stapanul mosiilor din Ilia a donat o gradina intravilan de ½ ha.romanilor de religie ortodoxa pentru a-si ridica o biserica de zid. In acelasi timp a fost construita si actuala biserica romano-catolica.
Populatia din Ilia a fost si este in majoritate romaneasca. In Evul Medui, Stefan Bathory, a adus in Ilia secui si polonezi cu scopul de a apara domeniul feudal impotriva invaziei turcesti. Familii a căror nume au origine secuiasca in aceasta zona sunt: Crisan (Korasy), Oancea (Oandy), Balint, Colibas, Negrila.
In documentele vremii, localitatea Ilia apare sub denumirea de orasul Ilia, 1750 (Conscriptia Aron), iar in a doua jumatate a secolului al XVIII-lea si inceputul secolului al XIX-lea, sub cea de “Ilia Oppidu”, facand parte in ierarhia juridica a oraselor Transilvaniei din categoria celor privilegiate. Incepand cu anul 1808, Ilia este centrul de plasa, iar legile din 1814-1815 o mentin cu acest statut pana in 1818. Prin legea din 1825, Ilia este din nou centru de plasa pana in 1949. 
Daca Ilia a fost declarat oras in documentele medievale, ar trebui sa aiba si astazi acelasi statut mai ales ca a avut un trecut istoric, presarat cu suferinte si jertfe ale romanilor care au demonstrat ca muncesc si isi apara localitatea.

## Istoricul castelelor

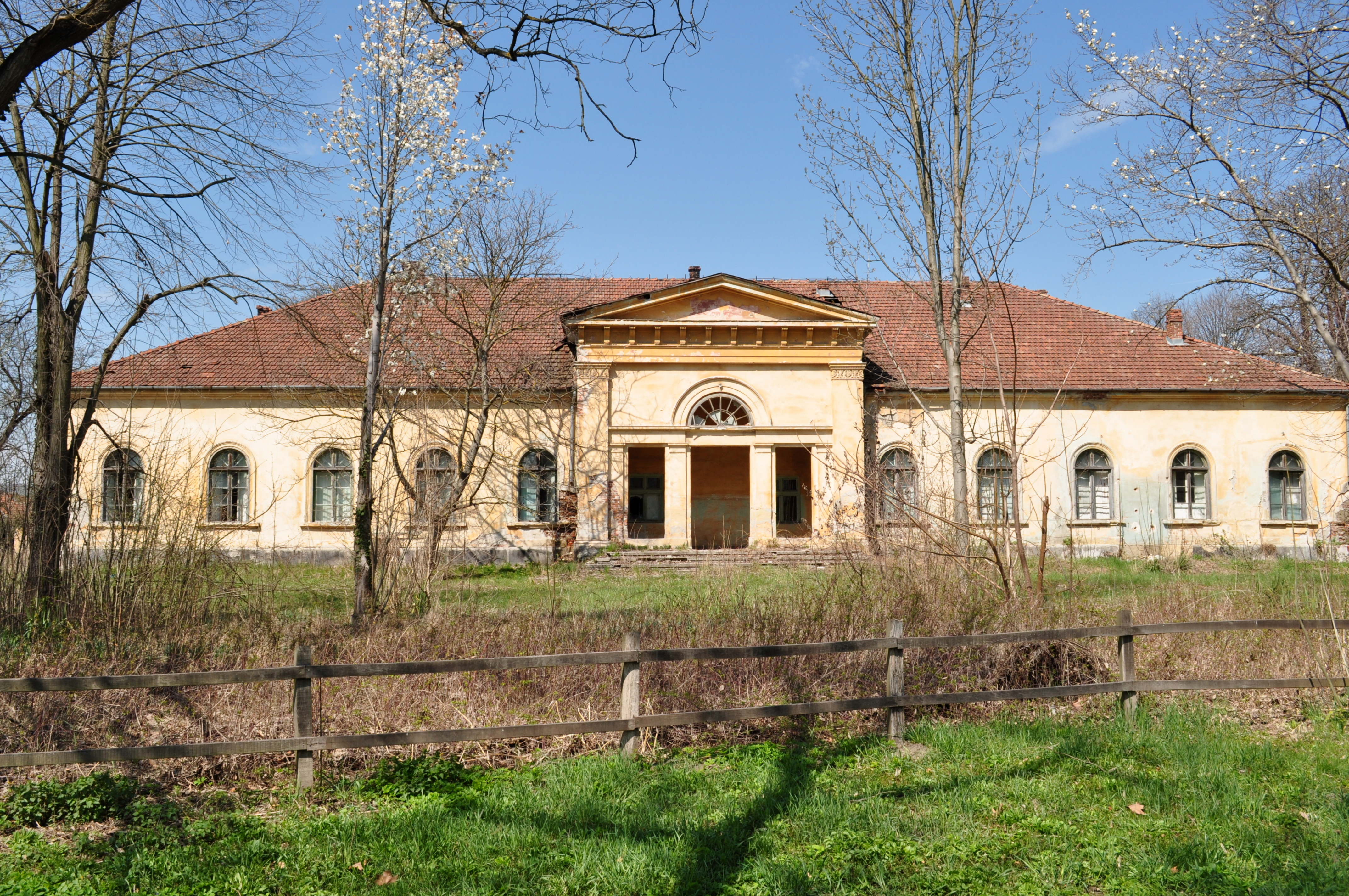
Castelul Bornemisza

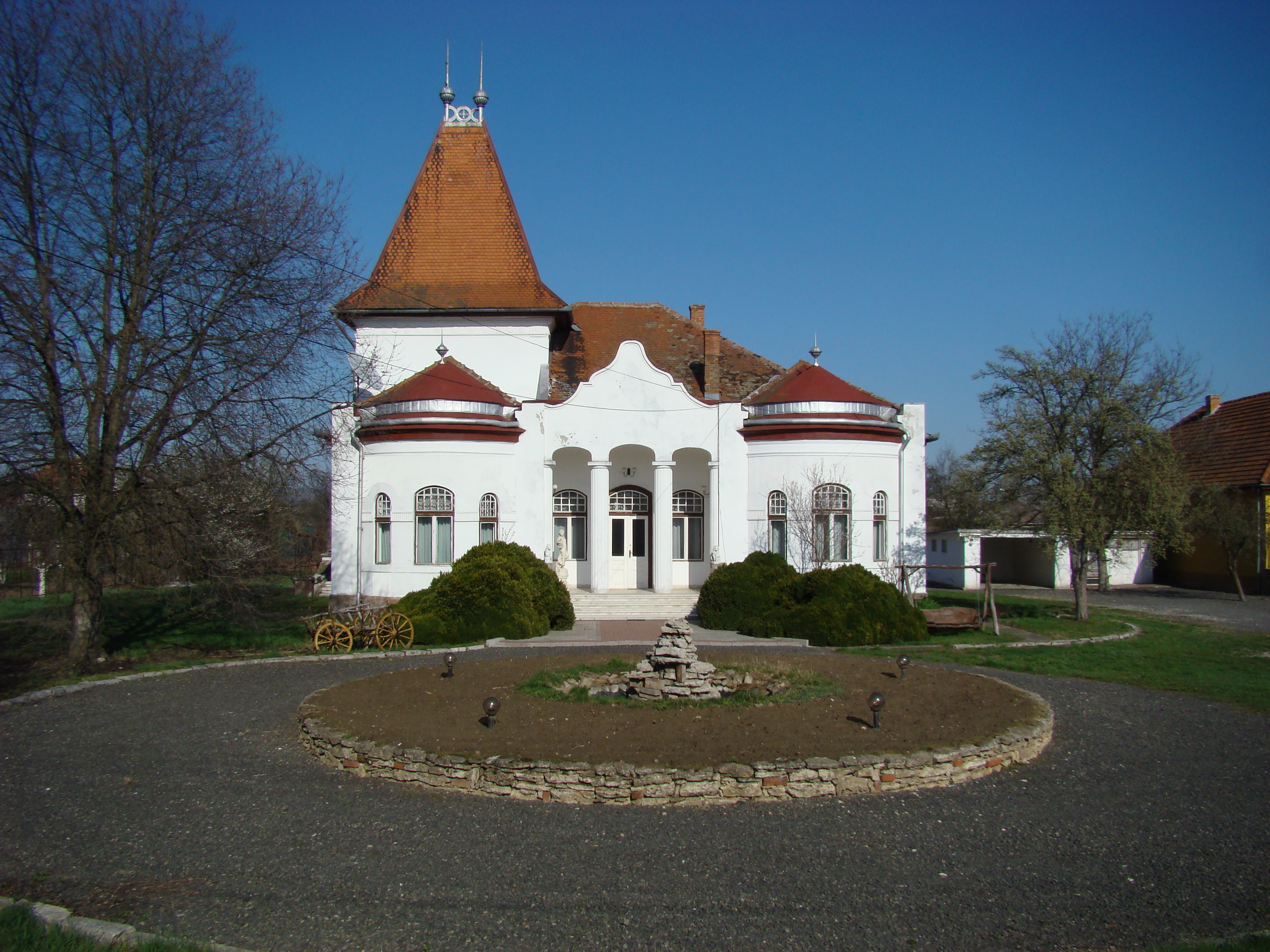
Castelul Rappaport

Din punct de vedere documentar in anul 1350 este atestata sub numele de “targul Ilia”. In Evul Mediu aici s-au realizat constructii cu rolul de a apara teritoriul de invaziile turcesti. In secolul al XV-lea Ștefan Bathory, regele Poloniei, a construit aici un castel de inspiratie renascentista in care s-a nascut in 1580 Gabriel Bethlen, viitorul principe al Transilvaniei (1613-1629). Astazi  acest castel mai pot fi vazut in curtea spitalului din Ilia . Legenda spune ca acest castel a avut numeroase tunele care il legau de castelul de la Hunedoara, de cetatea de la Deva, de castelul de la Zam sau care ieseau in munti. Este posibil sa existe ramificatii ale acestor tunele spre tara Hategului, spre curtea bisericii din Sacamas sau spre cimitirul din Ilia. Aceste tunele care treceau pe sub Mureș au fost folosite dupa cat se pare si de baronul Nopcea din Zam, care ziua era subprefect al comitatului Hunedoarei iar noaptea, talhar la drumul mare. Se banuieste ca o parte in bijuteriile si aurul familiilor Bethlen si Nopcea sunt ascunse in aceste tunele.
Se pot observa inca in castel usile trainice, dar din pacate istoricul castelului poate fi reconstituit mai mult pe seama traditiei locale sau prin recuperarea unei parti a pretioasei biblioteci care cuprindea carti aduse din Italia, Polonia si Ungaria sau scrise de notarii Cancelariei voievodale a Transilvaniei.
Actualul proprietar al castelului din Ilia continua aceasta traditie prin uitare si tacere sustinute parca si de sobrietatea si simplitatea sa arhitectonica. In prezent la U.N.E.S.C.O., castelul de la Iia este cunoscut sub numele de “turnul cu bufnite”.
Daca primul castel in care s-a nascut principele Transilvaniei, Gabriel Bethlen (1613-1629) este mai cunoscut, despre al doilea, cunoscut sub numele de Castelul Rappaport, avem informatii mai putine. In anul 1878 traia la Ilia o familie de evrei foarte bogati care si-au construit un castel situat pe strada Traian, o cafenea, un restaurant si o popicarie langa actuala Casa de Cultura.
Castelul a fost declarat monument istoric inca din secolul al XIX-lea. Astazi este renovat si apartine unei societati de turism romano-italiana. Este amenajat in stilul Ludovic al XIV-lea fiind extrem de frumos.
Putini stiu ca in Ilia a fost o comunitate de evrei a cărei existenta se poate dovedi prin prezenta castelului, a cimitirului si a unor inscriptii pe cladirile vechi. Toti evreii aveau magazine si se ocupau cu comertul iar in zilele noastre se mai vorbeste inca de comorile ascunse de evrei in pivnitele caselor lor. In prezent in Ilia nu mai locuieste nici un evreu desi se mai pastreaza inca in amintirea batranilor existenta unei strazi numita  “strada evreiasca”, unde se afla si cimitirul.
Ascunzand numeroase enigme, Ilia asteapta sa fie vizitata si descoperita.

## Galerie de imagini

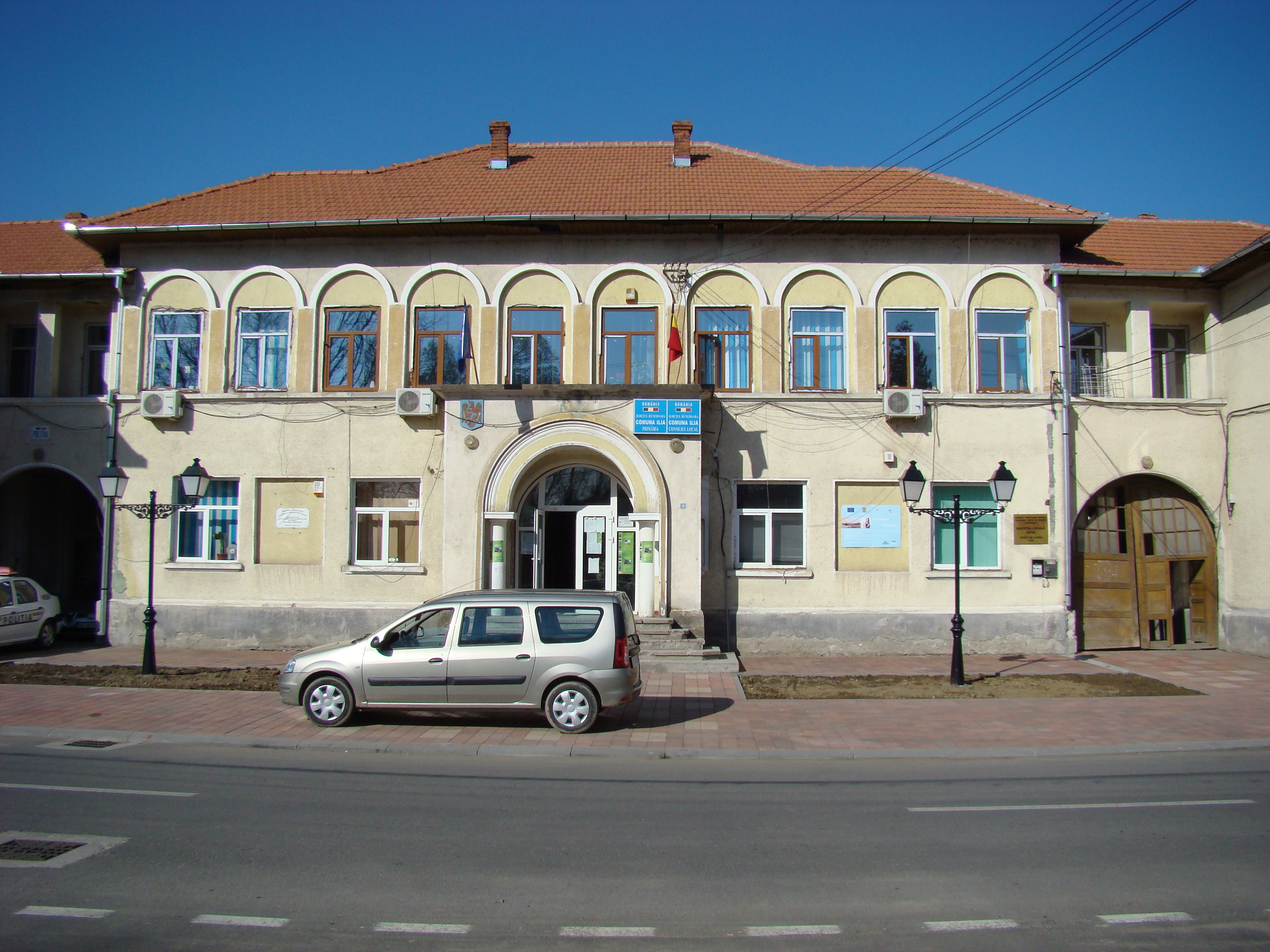
Primăria comunei Ilia
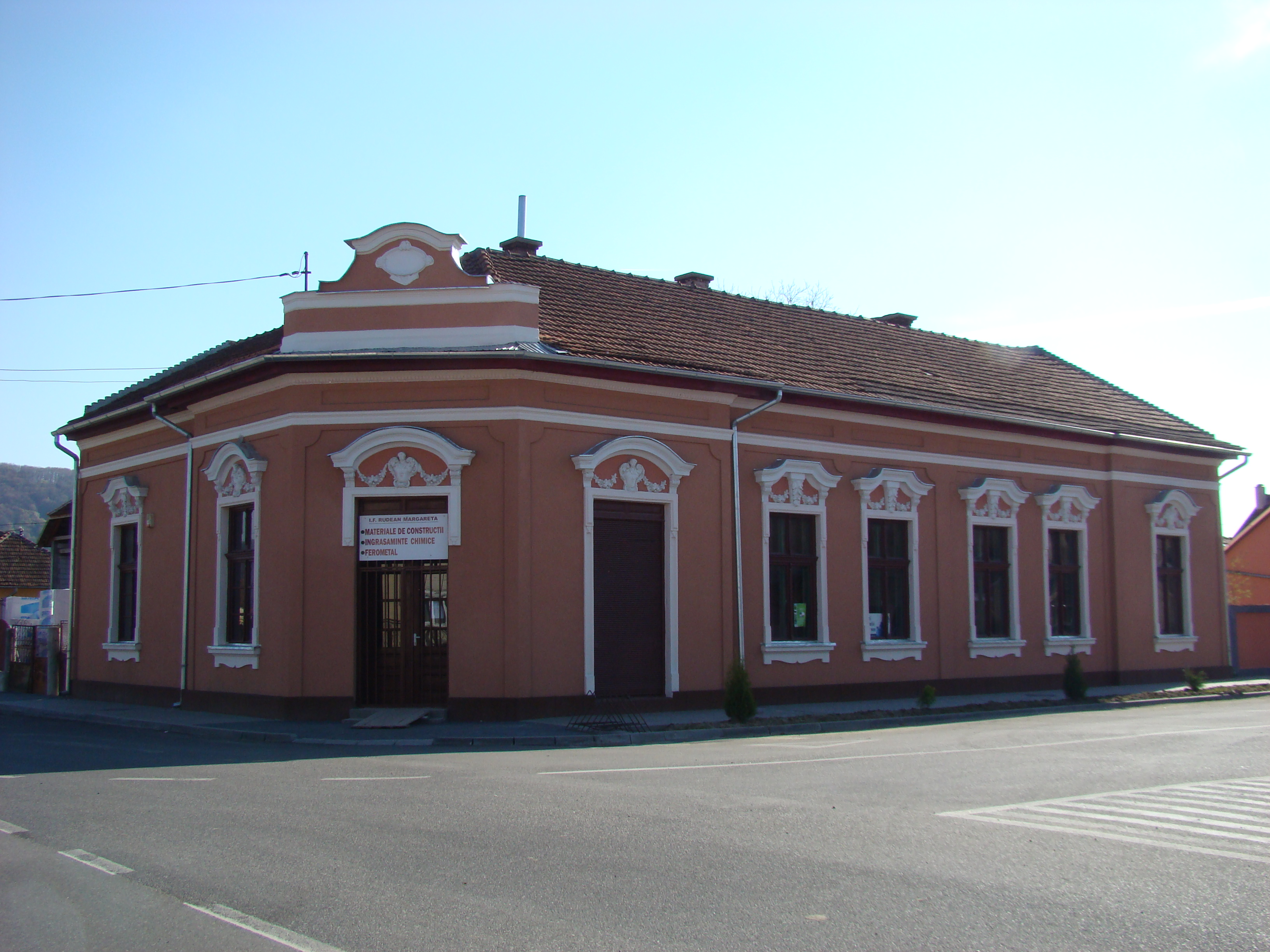
Clădire monument istoric
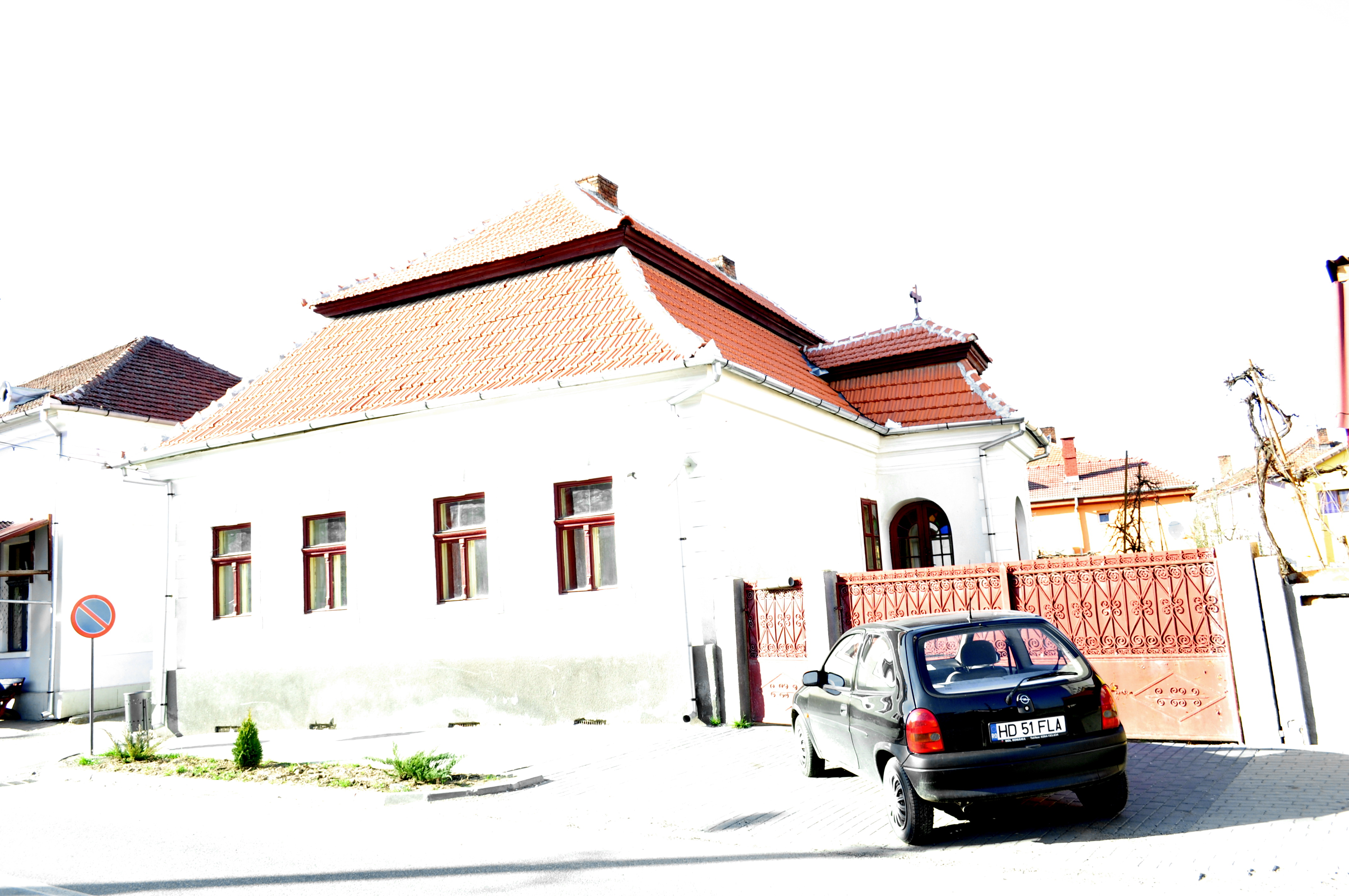
Clădire monument istoric
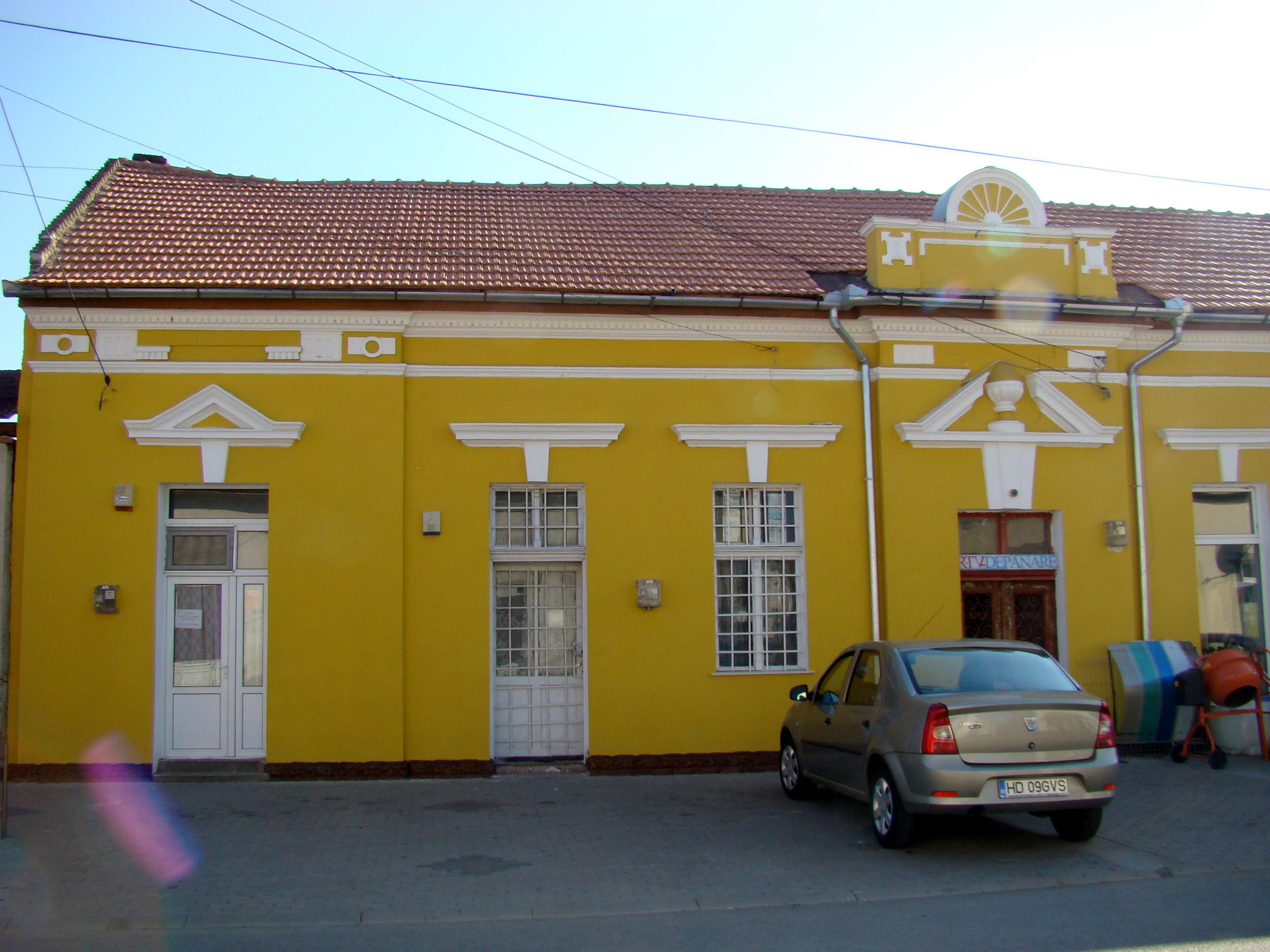
Clădire monument istoric
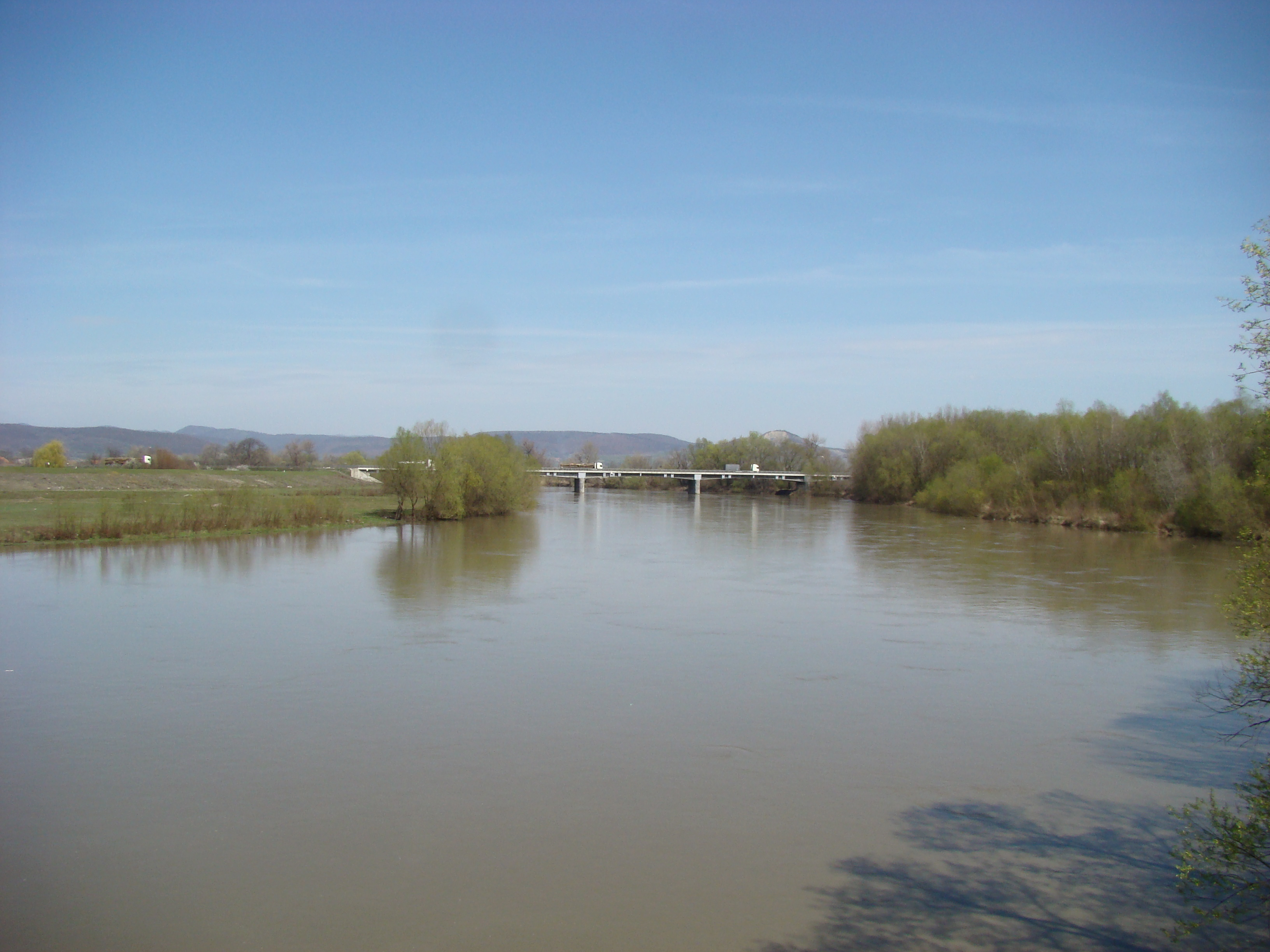
Podul rutier pe DN7
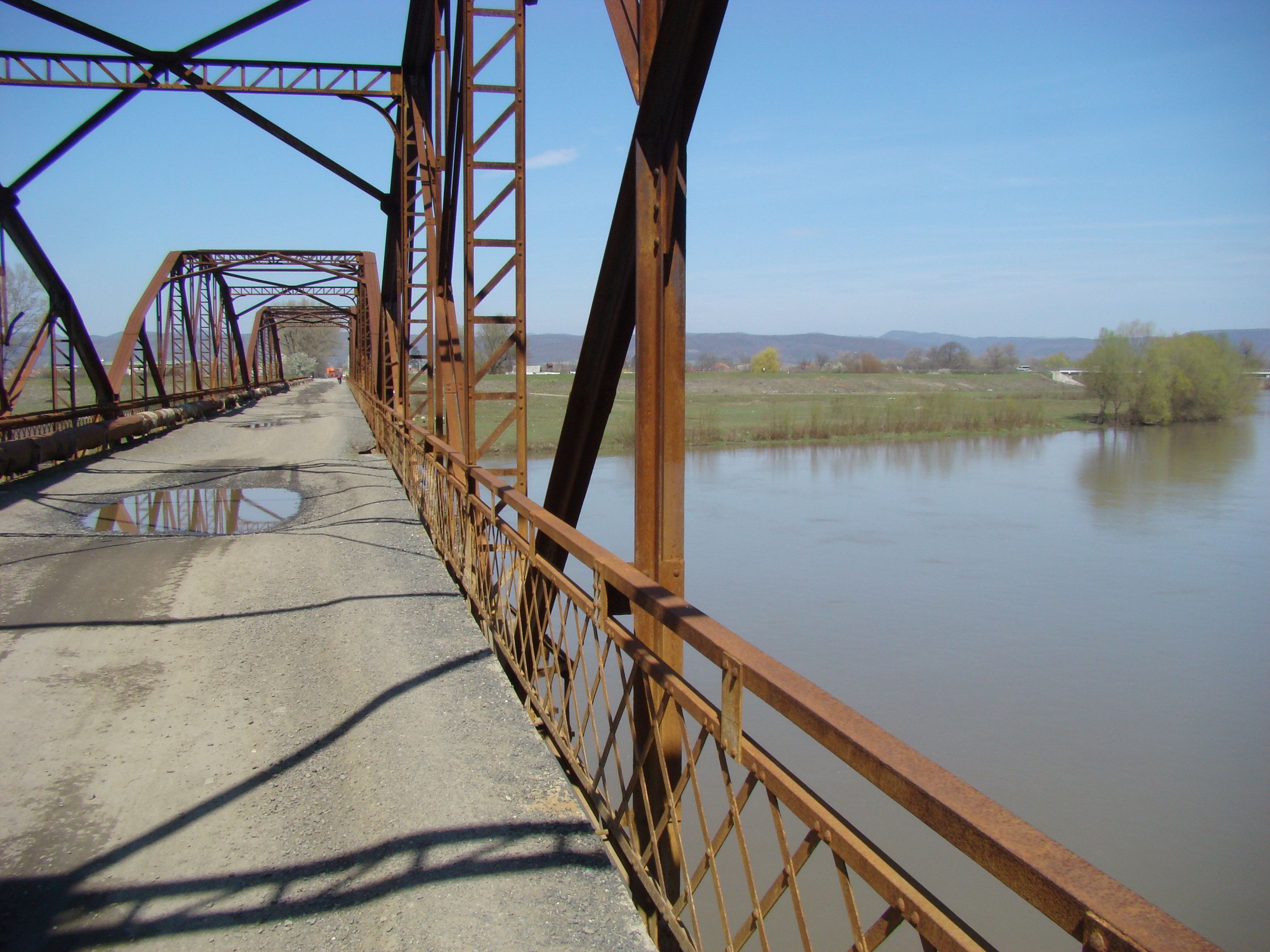
Vechiul pod rutier și pietonal peste Mureș